# Hérard Dumesle
Hérard Dumesle (* 16. Juni 1784 in Aux Cayes, Saint-Domingue; † 22. Juni 1858 in Kingston, Jamaika)  war ein haitianischer Politiker, Schriftsteller und Journalist.

## Leben
Dumesle war ein Aktivist in der frühen Zeit Haitis nach Erlangung der Unabhängigkeit von Frankreich. Er nahm an verschiedenen Kampfhandlungen in den Jahren 1805 bis 1810 teil.
Im Jahr 1819 gründete er in Les Cayes die zweimonatlich erscheinende Zeitung L’Observateur, deren Chefredakteur er war.

## Politisches Wirken
Dumesle wurde zum Abgeordneten gewählt und war unter dem Regime von Präsident Jean-Pierre Boyer Führer der parlamentarischen Opposition. 
Nach einer revolutionären Rede wurde er 1833 aus dem haitianischen Parlament ausgeschlossen. Hérard Dumesle und seine Anhänger prangerten den kläglichen Zustand der Wirtschaft der Nation und die damit einhergehende Abhängigkeit von importierten Waren an. Sie verachteten auch das Bekenntnis der Eliten zur französischen Kultur und forderten die Haitianer auf, sich auf ihre eigene nationale Identität zu besinnen. Die Vorwürfe gegen die Regierung von Jean-Pierre Boyer zielten auf Korruption, Vetternwirtschaft, die Unterdrückung der Meinungsfreiheit und die Politik per Exekutivdekret. In einer Bruderschaft, die sie „Gesellschaft für Menschen- und Bürgerrechte“ nannten, rief die Gruppe junger Mulatten zur Beendigung von Boyers Regime und zur Einsetzung einer provisorischen Regierung auf.
Nachdem er vier Jahre später wiedergewählt worden war, wurde Dumesle erneut aus der Nationalversammlung in Port-au-Prince ausgeschlossen und ins Gefängnis geworfen. Nach seiner Freilassung versuchte er, seinen Sitz als Abgeordneter wieder einzunehmen, scheiterte jedoch.
Boyers Politik scheiterte vermehrt und traf auf heftigen Widerstand in der Bevölkerung. Eine Aufstandsbewegung, die vom Dorf Praslin in der Nähe der Stadt Les Cayes ausging und von Charles Rivière-Hérard angeführt wurde, leitete Boyers politisches Ende ein: Als er den Aufstand kurz vor dem Sieg sah, trat Boyer 1843 von seinem Amt als Präsident zurück und zog sich nach Jamaika und später nach Frankreich zurück, wo er sein Leben beendete.
Dumesle war einer der Anführer des Aufstands und wurde von dem neuen haitianischen Präsidenten Charles Rivière Hérard am 1. Januar 1844 zum Staatssekretär (Minister) für Krieg und Außenbeziehungen ernannt.
Einige Monate später wurde die Regierung von Charles Rivière Hérard gestürzt. Dumesle und Rivière-Hérard wurden durch einen Erlass vom 21. Mai 1844, der vom neuen Präsidenten Philippe Guerrier unterzeichnet wurde, aus der Republik Haiti verbannt.
Dumesle starb am 22. Juni 1858 im Exil in Kingston.

## Veröffentlichungen
Dumesle gilt als einer der Pioniere der haitianischen Literatur.
- Hérard Dumesle: Réflexions politiques sur la mission de Fontange et Esmangart. 1816 (französisch).
- Hérard Dumesle: Voyage dans le Nord d’Haïti ou Révélation des lieux et des monuments historiques. 1824 (französisch).
- Hérard Dumesle: Dithyrambe élégiaque sur la mort de Jonathas Granville. 1839, OCLC 457848455 (französisch).